# Bomolocha anicina
Bomolocha anicina är en fjärilsart som beskrevs av Druce 1890. Bomolocha anicina ingår i släktet Bomolocha och familjen nattflyn. Inga underarter finns listade i Catalogue of Life.